# Don't Worry (Boomdabash)
Don't Worry è un singolo del gruppo musicale italiano Boomdabash, pubblicato il 13 novembre 2020 come secondo estratto dalla raccolta Don't Worry (Best of 2005-2020).

## Video musicale
Il videoclip, diretto da Fabrizio Conte, è stato pubblicato in concomitanza del lancio del singolo attraverso il canale YouTube dei Boomdabash.

## Tracce
Testi e musiche di Rocco Hunt, Takagi, Ketra, Federica Abbate, Dardust, Tommaso Paradiso e Biggie Bash.
1. Don't Worry – 3:06

## Classifiche
| Classifica (2021) | Posizione massima |
| ----------------- | ----------------- |
| Italia            | 11                |